# Ángel mecánico
Ángel mecánico (2010) es una novela juvenil escrita por la novelista estadounidense Cassandra Clare (Teherán, 1973). Es la primera novela en la trilogía Cazadores de Sombras: Los orígenes (título original: The Infernal Devices). Tessa Gray (uno de los personajes principales) viaja a Londres para vivir con su hermano. Cuando llega es capturada por dos crueles hermanas que se hacen llamar «Las Hermanas Oscuras» hasta que seis semanas después, William Herondale, un cazador de sombras, la rescata.
El libro se convirtió en best seller en la lista del diario New York Times, debutando como número 1 en la lista de best-sellers juveniles.
El libro también contiene frases y referencias de famosos libros de la literatura de la época victoriana, por ejemplo, La importancia de llamarse Ernesto (de Oscar Wilde), Historia de dos ciudades (de Charles Dickens), y las obras de Samuel Taylor Coleridge y de Alfred Tennyson.

## Argumento
Londres, abril de 1878 los cazadores de sombras: William Herondale y James Carstairs encuentran el cuerpo sin vida de Emma Bayliss, de catorce años de edad en un callejón. También encuentran una daga impresa con dos serpientes que se muerden la cola mutuamente un ouroboros, probablemente el arma con la que fue asesinada. 
Southampton, mayo. Tessa Gray llega al muelle de Southampton a bordo de un barco, esperando encontrar a su hermano Nathaniel esperándola. Antes, Tessa estaba viviendo en Nueva York con su tía Harriet, pero su tía había muerto recientemente y su hermano le pidió que se quedara con él en Londres. En el puerto, Tessa encuentra a las Hermanas Oscuras, la señora Oscura y la señora Negro, en lugar de su hermano, que tienen una carta de él diciendo que no podía encontrarse con ella a causa de los negocios, pero que las hermanas lo llevarán con él. Tessa va con ellas.
Seis semanas más tarde: Tessa ha sido prisionera de las Hermanas Oscuras. Ellas han estado entrenándola para que cambie (un proceso mediante el cual se toma la apariencia de otra persona, viva o muerta, gracias a un objeto que les pertenezca). Esta vez Tessa se convierte en Emma Bayliss y revive sus últimos momentos con vida. Las hermanas están impresionadas y le dicen a Tessa que se han estado preparando para ella un matrimonio concertado con un misterioso individuo conocido como "el Magíster". Ellas esperan que el matrimonio se lleve a cabo ese día o el siguiente. Las hermanas se van y Tessa intenta huir, pero es capturada por el cochero de las hermanas. Tessa está atada a su cama, pero ella intenta escapar de nuevo con la función del Cambio. Justo cuando se escapa sus ataduras se abre la puerta - Es William, quien siguió el rastro del cuerpo de Emma de una organización llamada el Club Pandemonium y la casa de las Hermanas. Antes de que Will pueda explicarse, Tessa le golpea con una jarra y le hiere. Después de un encuentro confuso incluyendo a Will maldiciéndola, citando poesía y comparándose con el personaje de ficción, Sir Galahad, Will declara que va a ayudar a Tessa escapar. Las Hermanas Oscuras se enteran y una batalla comienza entre Will y otros dos cazadores de sombras que venían con él, en la que la señora Negro es asesinada, y Tessa queda inconsciente.
Tessa despierta en el Instituto de Londres y se encuentra con que va a ser examinado por el Hermano Enoch, uno de los Hermanos Silenciosos, que le informa que ella es una criatura-cambiante y un subterráneo. Tessa conoce a los habitantes del Instituto. A la mañana siguiente Jessamine se lleva de compras a Tessa; Charlotte y Henry van a buscar al hermano de Tessa; y Will y Jem inspeccionan la casa de las Hermanas. Encuentran un autómata escondido en el cuerpo de una joven. Un vampiro llamado De Quincey se revela como El Magíster. Más tarde, otro vampiro, Camille Bellcourt, llega al Instituto y les informa de todo lo que De Quincey hace en sus fiestas donde tortura y mata a humanos para el entretenimiento; algo que está prohibido y es violar la ley. Si los cazadores de sombras pueden observar a De Quincey romper la ley en una de estas partes, les está permitido atacar. Camille admite que sus motivos para seguir adelante era para satisfacer su curiosidad hacia Tessa; ella se ha convertido en un personaje famoso en el Submundo, y revela que el hermano de Tessa puede estar con De Quincey. Will y Tessa decide que la única manera de que puedan asistir a la fiesta sin causar un gran revuelo es que Tessa se convierta en Camille, con Will haciéndose pasar por su esclavo humano. Camille también dice que su amante, el brujo Magnus Bane asistirá a la fiesta con ellos para obtener ayuda.
En la fiesta, Magnus informa a Will y a Tessa sobre algunos planes para un ejército demoníaco de autómatas que se encuentra en la biblioteca, pero se ven obligados a unirse a los otros vampiros en otra habitación antes de que puedan hablar sobre el asunto. La sala está preparada para acoger una de las 'recolectas' de De Quincey, pero como el ser humano se revela como Nate, Tessa olvida todo en un intento de salvar a su hermano. Se convoca a los otros cazadores de sombras, que luchan y matan a los vampiros. Will se enfrenta a De Quincey que ataca a Camille / Tessa, y Will le muerde, se burla de él y le pregunta cómo se siente al saber que su fin está cerca. Enfurecido, De Quincey logra escapar, y Will consume accidentalmente algo de la sangre del vampiro a causa de la picadura. También salvan a Nate y lo llevan al Instituto. De vuelta en el Instituto, Will y Tessa comparten un momento apasionado cuando ella le lleva agua bendita para beber, para limpiar su cuerpo de la sangre de vampiro, pero él termina bruscamente su beso y la empuja lejos de él. Sin darse cuenta de estos hechos, Jem anima Tessa y la lleva a su lugar favorito de Londres, donde son atacados por miembros del ejército de autómatas del Magíster. Huyen hacia al Instituto, pero Jem se derrumba antes de que pueda abrir la puerta. Tessa se las arregla para alertar a los cazadores de sombras que se encuentran en el interior, pero no antes de que uno de los autómatas ataca a Jem y de una de sus heridas cogen sangre. Más tarde, Tessa va a la habitación de Jem, y le explica por qué se derrumbó antes; cuando vivía en China, un demonio mayor irrumpió en su casa y torturó a Jem delante de sus padres como un acto de venganza contra su madre, que había allanado el nido del demonio y mató a sus bebés. Lo torturaron mediante la constante alimentación de él un fármaco demoníaco que le hizo alucinar durante días. Fue encontrado por otros cazadores de sombras, pero sus padres habían sido asesinados. Jem admite que su cuerpo es adicto a la droga y tiene que tomar algo todos los días, haciendo que su piel, cabello y ojos sean de un color plata, y sin esa droga su cuerpo no puede funcionar. Él no tomó ninguna cuando estaba con Tessa, y por eso él se derrumbó. También le dice a Tessa que el medicamento lo está matando, pero cuando Tessa le pregunta por qué no se limita a renunciar a su profesión peligrosa, él dice que hay otras cosas que no mueren. Al día siguiente, la mayor parte de los cazadores de sombras se dirigen a matar De Quincey en su escondite en Chelsea. Mortmain, el mundano, que informó a los cazadores de sombras de De Quincey, regresa al Instituto para decirle a Will y a Jem sobre que la hermana Oscura está tratando de ayudar al Magíster con su ejército y les da su ubicación. Se apresuran a matarla, dejando a Nate, Jessamine y Tessa solo. Mortmain vuelve con el ejército de autómatas, utilizando la sangre de la mana de Jem que el autómata le quitó para tener acceso, y se revela como el verdadero Magíster. Nate se revela como cómplice de Mortmain. Mientras que Thomas intenta combatir a los autómatas y es herido, Tessa, Sophie y más tarde Jessamine escapan al Santuario, pero los trucos de Mortmain hacen que Jessamine en abra la puerta. Tessa acepta casarse con Mortmain para salvar la vida de Sophie y de Jessamine. Mortmain, creyendo que él ha ganado, está de acuerdo, pero una vez que el ejército ha salido de la habitación, Tessa se apuñala en el corazón y cae en la fuente.
Will y Jem se dan cuenta del engaño y Will cabalga de vuelta al Instituto, dejando Jem en el carruaje con un solo caballo. Cuando Will llega al Instituto, llega justo a tiempo para ser testigo de la muerte de Thomas y después de darle las gracias por todo lo que él ha hecho, va a buscar a Tessa y a los otros. Mientras Jem llega, Will corre hacia a Nathaniel y sus cuatro autómatas, dos de ellos agarran a Jessamine y a Sophie; uno agarra la Pyxis, una caja que contiene las energías de demonios necesarios para revivir a los autómatas. Nate ordena al ejército que lo mate - Jem lucha contra ellos fuera, pero Nathaniel y la Pyxis huyen. Durante ese instante, Will descubre a Tessa y finalmente se deja romper y llorar su muerte. Tessa entonces despierta en sus brazos y le revela que ella engañó al Magíster haciéndole creer que estaba muerta pero realizó el Cambio justo antes de que fingiera apuñalarse a sí misma; se transformó en una víctima de bala que había cambiado previamente con Las Hermanas Oscuras, lo que significaba que la sangre de la mujer corría por el pecho de Tessa, mirando como ella misma estaba herida. Los otros cazadores de sombras vuelven, después de matar a De Quincey, que se reía de ellos por confundirlo con el Magíster. Después de que Thomas y los otros sean enterrados, Tessa le da las gracias a Charlotte por su hospitalidad, pero se supone que ella tiene que irse del Instituto. En cambio, Charlotte le pide a Tessa que se quede, una petición que ella acepta. Tessa va en busca de Will queriendo tener una relación seria con él después de que confesara sus sentimientos por ella en el Santurario, cuando esta lo encuentra en la terraza del instituto el parece estar debatiendo algo en su interior, aun así le da la noticia, él no se alegra pero le da un besp, uno diferente a los que habían co partido antes, luego se separa de ella y una sonrisa maliciosa despierta en su rostro, entonces empieza el desengaño, Will le dice a Tessa que si va a estar rondando por ahí deben buscar una habitación segura, a lo que ella le responde que no entiende a lo que se refiere, es ahí cuando él le confiesa que sus intereses con ella son únicamente como distracción, y que nunca podrían estar juntos como pareja, también señala el hecho de que, como bruja, no es capaz de tener hijos. Tessa se horroriza tanto por la falta de respeto de Will porque esta es la primera vez que ella escucha que no puede concebir y huye de Will. Jem la encuentra y la consuela, diciendo que aunque ella siente que es digno de ser amado porque ella no es humana, "el hombre adecuado no le importaría," declarando sutilmente sus sentimientos por ella (Jem es completamente inconsciente de la complicada relación romántica entre Tessa y Will ). Tessa acepta con gratitud el confort de Jem, pero no se da cuenta por completo de la sinceridad de sus palabras. La historia concluye con un Will profundamente afligido a aparecer en la casa de Magnus Bane para pedir ayuda.

## Capítulos
- Prólogo: Londres, abril de 1878, y Southampton, mayo de 1878
- La Casa Oscura
- El Infierno es Frío
- El Instituto
- Somos Sombra
- El Códice del Cazador de Sombras
- Tierra Extraña
- La Chica Mecánica
- Camille
- El Enclave
- Pálidos Reyes y Princesas
- Pocos son Ángeles
- Sangre y Agua
- Algo Oscuro
- El Puente de Blackfriars
- Barro Extranjero
- El Hechizo de Sujeción
- Que Caiga la Oscuridad
- Treinta Monedas de Plata
- Boadicea
- Terrible Maravilla
- Epílogo

## Personajes

### Personajes principales
Theresa "Tessa" Gray
Una joven de dieciséis años que atraviesa el océano Atlántico para vivir con su hermano Nathaniel en Londres después de la muerte de su tía, ha vivido toda su vida en la ciudad de Nueva York. Sus padres murieron en un accidente de carruaje cuando ella tenía tres años. Es bastante alta para una chica de su edad, tiene el cabello castaño y los ojos grises. Ella ama leer libros, escapando a un mundo ficticio. Ella quiere a su hermano más que cualquiera y siempre ha intentado proteger su inocencia. Le han dicho que es una Subterránea, tiene una habilidad de cambiar de apariencia, se cree que es una bruja, un tipo de Subterránea, aunque todavía no tiene una marca de bruja.
William "Will" Herondale
William tiene un carácter peculiar, es ferozmente sarcástico y parece encontrar una diversión infinita y trágica a la vida. Es descrito con la cara de un ángel malo con los ojos azules como el cielo de noche en el Infierno, su pelo es negro y ondulado. Su madre era una mundana y su padre dejó la Clave y renunció al Mundo de las Sombras por su amor a ella. Él llegó de algún lugar de Gales, pero dejó a su familia y llegó al Instituto de Londres a la edad de doce años. Tiene diecisiete años y un pasado oscuro que él debe esconder para proteger a la gente que quiere. Will se divierte en el juego, bebiendo y estando cerca de alguna mujer con una virtud cuestionable, tanto como él disfruta de todo lo demás, James es su parabatai y, por lo que parece la única persona que se preocupa por él. Está enamorado de Tessa.
James "Jem" Carstairs
Nacido y criado en el Instituto de Shanghái, es mitad Británico y mitad Chino. Sus padres murieron a manos de un demonio llamado Yanluo cuando tenía once años. El demonio lo torturó delante de sus padres, se alimenta de una droga para vivir y acaba enganchado a ella. Esta droga le debilita y le quita la vida. Afecta su apariencia: frágil, delgado, cabello plata y los ojos y la piel muy pálida, también se dice que tiene una belleza sobrenatural e inusual. Es muy inteligente y sensible. Tiene diecisiete años y su mejor amigo, y parabatai, es Will. Él está enamorado de Tessa.
Jessamine "Jessie" Lovelace
Los padres de Jessamine, al igual que los de Will, dejaron la Clave para vivir una vida tranquila, pero murieron en un incendio. Fue llevada al Instituto de Londres como una huérfana, aunque ella parece odiar a todos los que viven allí y en general a todos los que participan en el Mundo de las Sombras. Ella quiere encontrar a alguien con la que pueda ayudarla a del Instituto y poder vivir una vida normal, a pesar de que puede luchar con su sombrilla afilada que Henry inventó para ella. Ella se describe como muy bonita, tiene el pelo rubio y ojos marrones; ella tiene diecisiete años. Su mente está descrita por Tessa, tiene una fuerte amargura y nostalgia.
Charlotte Branwell
Los padres de Charlotte dirigieron el Instituto antes que ella, y después de su muerte, el Cónsul Wayland le asignó a ella y a Henry dirigir el Instituto a la edad de dieciocho. Ella es menuda y tiene el pelo y los ojos castaño oscuro. Tiene veintitrés años de edad, Charlotte hace su mejor esfuerzo para cuidar de los cazadores de sombras huérfanos menores de edad que viven bajo su techo, así como puede, mientras tiene que dirigir el Instituto sin la ayuda de su marido. Ella quiere que los demás la respeten, pero el Enclave a menudo la falta el respeto a su autoridad, porque ella es una mujer, por lo que tiene que esforzarse para ser escuchada.
Henry Branwell
Henry tiene el pelo de color jengibre y tiene los ojos color avellana, está casado con Charlotte y es el líder original del Instituto. Él siempre permanece en su laboratorio en los sótanos del Instituto, experimentando e inventando cosas nuevas que casi siempre parecen fallar. Él es el único que examina a los autómatas y encuentra la firma de De Quincey en ellos.

### Subterráneos
Alexei de Quincey
- Especie: Vampiro
- Género: Masculino

Alexei de Quincey es el líder del clan de vampiros de Londres. Lady Camille Belcourt informa a los Nefilim de que está matando a los mortales en sus fiestas, infringe la ley. En el pasado, de Quincey había matado a uno de los amantes de Camille porque era un licántropo. Alexei demuestra que tiene intenciones románticas hacia Camille. Magnus Bane también sugiere que De Quincey le gustaría ser "más que un amigo" con él, también.
Lady Camille Belcourt
- Especie: Vampiro
- Género: Femenino
- Color de pelo: Rubio
- Color de ojos: Verde

Lady Belcourt es una baronesa vampiro. En 1878, ella es la amante de Magnus Bane. Ella es también una informante para el Instituto de Londres. Debido a que Alexei de Quincey mató a su amante licántropo, ella le dice a los Nefilim que De Quincey comete un asesinato en sus fiestas. Ella hace esto para tener la oportunidad de ver a Tessa cambiar de forma en su forma.
Magnus Bane
- Especie: Brujo
- Género: Masculino
- Color de pelo: Negro
- Color de ojos: Dorado

Magnus Bane es el amante de la vampiresa Lady Camille Belcourt. Tessa usa su habilidad para cambiar de forma , adopta la forma de Camille y asiste a una fiesta en la casa de Londres encabezada por el vampiro Alexei de Quincey junto con Will Herondale, que se hace pasar por su mascota humana. Magnus Bane actúa como su guía a través de la casa, ayuda a los Nefilim a determinar que De Quincey ha violado la ley. Durante esta fiesta, admite que los ojos azules y pelo negro de Will son su combinación favorita. Esto hace, por supuesto, que se enamore de Alec en el siglo siguiente.
Señora Negro
- Especie: Bruja
- Género: Femenino

'Las Hermanas Oscuras' es el nombre que Tessa da a la señora Negro y la señora Oscuro, las dos hermanas que le secuestran a fin de enseñarle a cambiar. Afirman que se mantiene a su hermano Nate preso también, usando esto para motivar a Tessa. Ellas planean casarla con "el Magíster" hasta que los cazadores de sombras intervienen. La señora Negro fue decapitada y por lo tanto asesinada por Will mientras él estaba rescatando a Tessa en la Casa Oscura.
Señora Oscuro
- Especie: Demonio Eidolon
- Género: Femenino

'Las Hermanas Oscuras' es el nombre que Tessa da a la señora Negro y la señora Oscuro, las dos hermanas que le secuestran a fin de enseñarle a cambiar. Afirman que se mantiene a su hermano Nate preso también, usando esto para motivar a Tessa. Ellas planean casarla con "el Magíster" hasta que los cazadores de sombras intervienen. La señora Oscuro desapareció, pero volvió a aparecer más adelante, revelando que a pesar de que su hermana era una bruja, ella es un demonio Eidolon, un cambiaformas. A diferencia de Tessa, sin embargo, ella no puede "convertirse en" quien quiera. El demonio, que era la señora Oscuro está intentando utilizar la nigromancia para traer a su hermana de vuelta a la vida.

### Mundanos
Nathaniel "Nate" Gray
- Especie: mundano
- Género: masculino
- Color de pelo: rubio
- Edad: 19 años

El hermano encantador, pícaro, guapo, y mayor de Tessa, quien ha viajado a Londres para vivir con él tras la muerte de su tía Harriet. Ella está preocupada por su misteriosa desaparición, y pide la ayuda de los cazadores de sombras para ayudar a encontrarlo. Sin embargo, la verdad detrás de la desaparición puede ser algo más que de lo que Tessa pueda manejar. Nate es mundano.
Axel Mortmain
- Especie: mundano
- Género: masculino
- Color de pelo: Gris
- Color de ojos: Verde

Axel Mortmain es el hijo del Dr. Hollingworth Mortmain, que había establecido una empresa de comercio en China que se ocupa de las especias, el azúcar, la seda, el té, y es probable que el opio. Axel se trasladó desde Shanghái a Londres alrededor de una década después de la muerte de su padre y su posterior herencia de la fortuna de la familia. Un hombre de negocios astuto, que vendió su empresa de comercio y compró una empresa en Londres, que fabrica equipos mecánicos utilizados en los relojes. Nombró el negocio Mortmain y Compañía, también llamado Mortmain.
Emma Bayliss
- Especie: Humana
- Género: Femenino
- Color de pelo: Rubia
- Edad: 14 años

La señorita Emma Bayliss fue una niña de catorce años de edad, Tessa uso el Cambio para transformarse en ella mediante su cinta del pelo de color rosa. Mientras que en la forma de Emma, Tessa la describe como haber nacido en Cheapside como uno de seis hijos. Consiguió un trabajo cosiendo por la noche. Una noche, cuando ella salió de la casa a coser a la luz de las lámparas de gas, fue asesinada. Su cuerpo es descubierto por Will y Jem. Emma Bayliss fue presuntamente asesinada por un miembro del Club de Pandemonium, posiblemente "El Magíster". Hay evidencia de esto porque Jem encuentra un cuchillo con dos serpientes en él (un doble "Ouroboros").

### La Clave
Hermano Enoch
- Especie: Cazador de Sombras
- Género: Masculino

El Hermano Enoch es un hombre con la cuenca de los ojos vacías y la boca cosida y tiene poderes curativos. Él ayuda a Tessa y a su hermano Nate.
Frederick Ashdown
- Especie: Cazador de Sombras
- Género: Masculino

Es un miembro de la Clave. Él ayuda a derrotar a De Quincey y a su clan.
George Penhallow
- Especie: Cazador de Sombras
- Género: Masculino

Es un miembro de la Clave. Él ayuda a derrotar a De Quincey y a su clan.
Lilian Highsmith
- Especie: Cazadora de Sombras
- Género: Femenino

Es un miembro de la Clave. Ella ayuda a derrotar a De Quincey y a su clan.
Benedict Lightwood
- Especie: Cazador de Sombras
- Género: Masculino

Es un miembro de la Clave. Él ayuda a derrotar a De Quincey y a su clan.
Gabriel Lightwood
- Especie: Cazador de Sombras
- Género: Masculino

Es un miembro de la Clave. Él ayuda a derrotar a De Quincey y a su clan. Es el rival de Will
Tía Callida
- Especie: Cazadora de Sombras
- Género: Femenino

Es un miembro de la Clave. Ella ayuda a derrotar a De Quincey y a su clan.
Cónsul Wayland
- Especie: Cazador de Sombras
- Género: Masculino

Es el líder de la Clave. No aparece como tal en la novela pero es mencionado que le dio el cargo del Instituto a Charlotte.

### Trabajadores
Sophie Collins
- Especie: Humana
- Género: Femenino
- Ocupación: Criada

Sophie Collins es la sirvienta del Instituto. Tiene una cicatriz en la cara del hijo de su empleado anterior que intentó seducirla. Cuando ella se negó a sus intenciones este arremetió contra ella con un cuchillo diciendo que si él no podía tenerla se aseguraría de que nadie la querría. Ella es muy amable con sus dueños, Charlotte, en particular, es el "ángel bueno" de Charlotte. Ella está enamorada de James Carstairs. Ella se convirtió en la criada de la señorita Jessamine Lovelace (a pesar de que no se gustan la una con la otra) y de Tessa Gray.
Agatha
- Especie: Humana
- Género: Femenino
- Ocupación: Cocinera

Agatha fue la cocinera del Instituto, de mediana edad, y con el pelo canoso. Ella muere cuando fue apuñalada por una criatura mecánica durante una invasión en el Instituto.
Thomas Tanner
- Especie: mundano
- Género: masculino
- Ocupación: conductor, luchador

Thomas era una persona con diversos puestos de trabajo en el instituto. Estaba enamorado de Sophie, pero ese sentimiento no era mutuo. Murió protegiendo el Instituto durante la misma invasión que mató a Agatha.
Miranda
- Especie: Mecánica
- Género: Femenino
- Ocupación: Criada

Miranda era una criatura mecánica que trabajó para las Hermanas Oscuras.

## Portada
La portada muestra a Will Herondale y el colgante del ángel mecánico de Tessa.

## Secuela
La secuela de Ángel mecánico se titula Príncipe mecánico, la secuela se publicó en diciembre de 2011. El tercer libro de la trilogía de Cazadores de Sombras: Los orígenes se titula Princesa mecánica y se publicó en marzo de 2013.